# Hypocrisy
Hypocrisy est un groupe suédois de death metal mélodique fondé à Ludvika en 1990 par Peter Tägtgren. Le groupe est l'un des chefs de file de la scène metal scandinave.

## Historique

### Débuts (1990–2001)
En 1990, le guitariste Peter Tägtgren revient d'un séjour de plusieurs mois en Floride, l'un des berceaux du death metal, et décide de se lancer dans un projet solo, influencé par ses idoles qui se nomment entre autres Morbid Angel, Obituary, Death ou Deicide. Le groupe s'appelle initialement Seditious. 
Après avoir enregistré sa première démo, Rest in Pain, entièrement seul, Peter recrute le chanteur Masse Broberg, le guitariste Jonas Österberg, le bassiste Mikael Hedlund et le batteur d'origine hongroise Lars Szöke. Cette formation enregistre un premier album en 1992 intitulé Penetralia qui synthétise les influences précitées avec une touche mélodique scandinave en plus. L'année suivante, en 1993, Hypocrisy enregistre l'album Osculum Obscenum, musicalement dans la même veine, sans le guitariste Jonas Österberg, parti vers d'autres horizons. Quelques mois plus tard, le vocaliste Masse Broberg quitte également le groupe. Peter Tägtgren décide de continuer sous forme de trio et d'assumer lui-même les parties vocales. Sous cette formation, Hypocrisy réalise les albums The Fourth Dimension (1994), Abducted (1996, qui contient son grand classique Roswell 47) et The Final Chapter (1997).
Parallèlement à Hypocrisy, Peter Tägtgren commence à développer ses compétences de producteur en produisant les groupes de black metal Dimmu Borgir, Immortal et Dark Funeral dans son studio personnel, le Abyss Studio. Il deviendra petit à petit un des producteurs les plus renommés dans son style[réf. nécessaire].
En 1998, Hypocrisy annonce officiellement sa séparation[réf. nécessaire]. Mais sous la pression des fans, le groupe sort l'album live Hypocrisy Destroys Wacken l'année suivante, qui annonce déjà la reformation. Entre-temps, Peter Tägtgren s'investit dans son projet metal industriel Pain. L'influence s'en ressentira sur l'album de la reformation de 1999, simplement intitulé Hypocrisy. Le morceau d'ouverture, Fractured Millennium, en témoigne. Après l'album Into the Abyss en 2000, Hypocrisy décide de célébrer ses 10 ans d'existence en sortant le best-of 10 Years of Chaos and Confusion. Le groupe continue à établir sa réputation scénique en tournant à un rythme soutenu, y compris aux États-Unis. 

### Depuis 2002

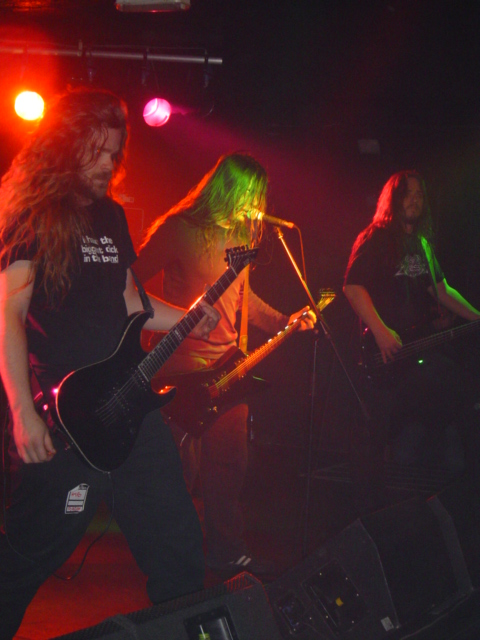
Hypocrisy, sur scène à Glasgow en 2006.

Sorti en 2002, l'album Catch 22 explore de nouvelles sonorités en révélant des influences plus progressives, punk ou rock 'n' roll. Il est également plus mélodique et facile d'accès. L'album The Arrival (2004) continue dans la même lignée. En 2004, le batteur de longue date Lars Szöke annonce son départ du groupe. Il est remplacé par le batteur du groupe de black metal norvégien Immortal Reidar Horghagen. À peu près à la même époque, un nouveau guitariste, Andreas Holma, rejoint le groupe en tant que membre permanent.
En 2005, Hypocrisy sort l'album Virus qui est unanimement une des plus grandes réussites du groupe.
Après la sortie de cet album, le guitariste Andreas Holma quitte le groupe, il est remplacé par Klas Ideberg du groupe Darkane. L'album Catch 22 est réenregistré, remixé et remasterisé en 2008, car la version originale avait été mal reçue, notamment à cause du style de chant et du son de batterie qui ont déplu à beaucoup de fans. Pour l'album A Taste of Extreme Divinity, sorti en 2009, Tägtgren invite à nouveau son comparse Denis Goria, photographe du dernier album de Pain, pour travailler avec lui sur le visuel de l'album. Denis réalise toutes les photos de l'album et de la promo, et pour la première fois pour lui, la création graphique du booklet. Il annonce avoir mélangé Hypocrisy à l'univers des slashers américains des années 1970. Il réalise aussi l'unique clip de l'album, Weed out the Weak, produit pendant la tournée européenne 2010 en assemblant plusieurs enregistrements issus de différentes villes.
Le 14 octobre 2011, Hypocrisy publie un DVD intitulé Hell Over Sofia - 20 Years of Chaos and Confusion. Il comprend leur tournée intégrale Long Time, No Death. Le DVD comprend aussi un documentaire d'une demi-heure sur le groupe. Le 10 novembre 2011, Mikael Hedlund annonce l'écriture de nouvelles chansons pour un futur album,,. Au début de 2012, le groupe annonce une suite à A Taste of Extreme Divinity, End of Disclosure, qui sort en 2013.
En 2021, après 7 ans, ils sortent Worship.

## Membres

### Membres actuels
- Peter Tägtgren – chant, guitare (depuis 1990)
- Mikael Hedlund – basse (depuis 1992)
- Horgh (Reidar Horghagen) – batterie (depuis 2004)

### Anciens membres
- Masse Broberg – chant (1992–1993)
- Jonas Österberg – guitare (1992–1995)
- Matthias Kamijo – guitare (1998–2000)
- Lars Szöke – batterie (1990–2004)
- Andreas Holma – guitare (2000–2006)

## Discographie

### Albums studio
- 1992 : Penetralia
- 1993 : Osculum Obscenum
- 1994 : The Fourth Dimension
- 1996 : Abducted
- 1997 : The Final Chapter
- 1999 : Hypocrisy
- 2000 : Into the Abyss
- 2002 : Catch 22
- 2004 : The Arrival
- 2005 : Virus
- 2008 : Catch 22 (V2.0.08)
- 2009 : A Taste of Extreme Divinity
- 2013 : End of Disclosure
- 2021 : Worship

### Singles et EP
- 1993 : Pleasure of Molestation
- 1994 : Inferior Devoties
- 1996 : Carved Up
- 1997 : Maximum Abduction

### Albums live
- 1998 : Hypocrisy Destroys Wacken
- 2011 : Hell Over Sofia - 20 Years of Chaos and Confusion

### Compilations
- 2001 : Ten Years of Chaos and Confusion

### DVD
- 2001 : Live and Clips